# Alfredo Massana
 (septembre 2014).
Si vous disposez d'ouvrages ou d'articles de référence ou si vous connaissez des sites web de qualité traitant du thème abordé ici, merci de compléter l'article en donnant les références utiles à sa vérifiabilité et en les liant à la section « Notes et références ».
Alfredo Massana Urgellés, né en 1890 à Barcelone (Catalogne, Espagne) et mort le 24 mars 1924 dans la même ville, est un footballeur espagnol des années 1900 et 1910 qui jouait au poste de milieu de terrain.

## Biographie
Alfredo Massana commence à jouer avec les juniors du FC Barcelone. Il joue ensuite avec l'équipe première de l'X SC et du FC España, deux clubs barcelonais. En 1910, il est recruté par le RCD Espanyol.
Alfredo Massana a un grand sens du placement et du jeu. Doté d'un tir puissant et bon dribleur, il est un des meilleurs milieux de terrain espagnols de son époque. Il est surnommé « Massana petit » afin de ne pas être confondu avec son frère Santiago Massana également footballeur.
En 1911, il rejoint le FC Barcelone où il reste jusqu'en 1916. Avec Barcelone, il joue 131 matchs et marque 30 buts. Il remporte deux championnats de Catalogne, deux Coupes d'Espagne et deux Coupes des Pyrénées. En 1912 et 1913, bien que jouant au milieu du terrain, il marque 22 buts.
Alfredo Massana termine sa carrière de footballeur avec l'Espanyol en 1918.
Il meurt prématurément en 1924 à l'âge de 33 ans. Il est le grand-père du pianiste Tete Montoliu.

## Palmarès
Avec X SC :
- Champion de Catalogne en 1907 et 1908

Avec le FC Barcelone :
- Vainqueur de la Coupe d'Espagne en 1912 et 1913
- Champion de Catalogne en 1913 et 1916
- Vainqueur de la Coupe des Pyrénées en 1912 et 1913

Avec l'Espanyol :
- Champion de Catalogne en 1918